# Gran Premi d'Hongria del 2000
Resultats del Gran Premi d'Hongria de la temporada 2000 disputat al circuit de Hungaroring el 13 d'agost del 2000.

## Classificació
| Pos | No | Pilot                 | Equip                  | Voltes | Temps/ Retirada  | Pos. de sortida | Punts |
| --- | -- | --------------------- | ---------------------- | ------ | ---------------- | --------------- | ----- |
| 1   | 1  | Mika Häkkinen         | McLaren - Mercedes     | 77     | 1h 45' 34. 1     | 3               | 10    |
| 2   | 3  | Michael Schumacher    | Ferrari                | 77     | + 7.917 s        | 1               | 6     |
| 3   | 2  | David Coulthard       | McLaren - Mercedes     | 77     | + 8.455 s        | 2               | 4     |
| 4   | 4  | Rubens Barrichello    | Ferrari                | 77     | + 44.157 s       | 5               | 3     |
| 5   | 9  | Ralf Schumacher       | Williams - BMW         | 77     | + 50.437 s       | 4               | 2     |
| 6   | 5  | Heinz-Harald Frentzen | Jordan - Mugen - Honda | 77     | + 1' 08.099 min. | 6               | 1     |
| 7   | 6  | Jarno Trulli          | Jordan - Mugen - Honda | 76     | + 1 Volta        | 12              |       |
| 8   | 7  | Eddie Irvine          | Jaguar - Cosworth      | 76     | + 1 Volta        | 10              |       |
| 9   | 10 | Jenson Button         | Williams - BMW         | 76     | + 1 Volta        | 8               |       |
| 10  | 17 | Mika Salo             | Sauber - Petronas      | 76     | + 1 Volta        | 9               |       |
| 11  | 12 | Alexander Wurz        | Benetton - Playlife    | 76     | + 1 Volta        | 11              |       |
| 12  | 22 | Jacques Villeneuve    | BAR - Honda            | 75     | + 2 Voltes       | 16              |       |
| 13  | 19 | Jos Verstappen        | Arrows - Supertec      | 75     | + 2 Voltes       | 20              |       |
| 14  | 23 | Ricardo Zonta         | BAR - Honda            | 75     | + 2 Voltes       | 18              |       |
| 15  | 20 | Marc Gené             | Minardi - Fondmetal    | 74     | + 3 Voltes       | 21              |       |
| 16  | 18 | Pedro de la Rosa      | Arrows - Supertec      | 73     | + 4 Voltes       | 15              |       |
| Ret | 21 | Gaston Mazzacane      | Minardi - Fondmetal    | 68     | Motor            | 22              |       |
| Ret | 8  | Johnny Herbert        | Jaguar - Cosworth      | 67     | Caixa canvi      | 17              |       |
| Ret | 16 | Pedro Diniz           | Sauber - Petronas      | 62     | Transmissió      | 13              |       |
| Ret | 11 | Giancarlo Fisichella  | Benetton - Playlife    | 31     | Frens            | 7               |       |
| Ret | 15 | Nick Heidfeld         | Prost - Peugeot        | 22     | Part elèctrica   | 19              |       |
| Ret | 14 | Jean Alesi            | Prost - Peugeot        | 11     | Suspensions      | 14              |       |

## Altres
- Pole: Michael Schumacher 1' 17. 514

- Volta ràpida: Mika Häkkinen 1' 20. 028 (a la volta 33)